# Tiomersal și vaccinurile
Controversa privind vaccinurile cu tiomersal se axează pe preocupările și dezbaterile publice cu privire la siguranța tiomersalului, un conservant pe bază de mercur utilizat în vaccinuri. Unii tem că acesta ar putea provoca tulburări neurologice, precum autismul, în ciuda cercetărilor științifice extinse care nu prezintă dovezi credibile care să lege tiomersalul de astfel de afecțiuni.
Tiomersalul (sau timerosalul) este un compus organomercurial utilizat ca conservant în unele vaccinuri pentru a preveni contaminarea bacteriană și fungică. Activiștii antivaccinare care promovează afirmația incorectă că vaccinarea cauzează autismul au susținut că mercurul din tiomersal este cauza. Nu există dovezi științifice care să susțină această afirmație. Ideea că tiomersalul din vaccinuri ar putea avea efecte dăunătoare a fost alimentată de activiștii antivaccinare, susținută în special prin acțiunea avocaților reclamanților.
Impactul potențial al tiomersalului asupra autismului a fost investigat pe larg. Mai multe linii de dovezi științifice au arătat că tiomersalul nu provoacă autism. De exemplu, simptomele clinice ale otrăvirii cu mercur diferă semnificativ de cele ale autismului. În plus, mai multe studii de populație nu au găsit nicio asociere între tiomersal și autism, iar ratele de autism au continuat să crească în ciuda eliminării tiomersalului din vaccinuri. Astfel, organisme științifice și medicale importante, precum Institutul de Medicină și Organizația Mondială a Sănătății (OMS), precum și agenții guvernamentale precum Food and Drug Administration (FDA) și Centrele pentru Prevenirea și Controlul Bolilor (CDC), resping orice rol al tiomersalului în autism sau în alte tulburări de neurodezvoltare. 
În ciuda consensului comunității științifice, unii părinți și grupuri de apărare continuă să susțină că tiomersalul este legat de autism, iar afirmația este încă prezentată ca un fapt în propaganda antivaccinare, în special cea a lui Robert F. Kennedy Jr., prin grupul său Children's Health Defense. Tiomersalul nu mai este utilizat în majoritatea vaccinurilor pentru copii din Statele Unite, cu excepția unor tipuri de vaccinuri antigripale. În timp ce expunerea la mercur poate duce la afectarea creierului, a rinichilor și a fătului în dezvoltare, consensul științific este că tiomersalul nu are astfel de efecte.
Această controversă a cauzat daune prin faptul că părinții încearcă să își trateze copiii autiști cu tratamente nedovedite și posibil periculoase, descurajându-i să își vaccineze copiii din cauza temerilor legate de toxicitatea tiomersalului și deturnând resursele de la cercetarea în domenii mai promițătoare pentru cauza autismului. Mii de procese au fost intentate în SUA pentru a solicita despăgubiri în urma presupusei toxicități a vaccinurilor, inclusiv a celor care ar fi cauzate de tiomersal. Instanțele din SUA s-au pronunțat împotriva mai multor cazuri reprezentative care implică tiomersal. Un articol de jurnal din 2011 a descris legătura vaccin-autism ca fiind „probabil cea mai dăunătoare farsă medicală din ultimii 100 de ani”.

## Istorie
Tiomersalul a fost introdus ca conservant în anii 1930 pentru a preveni dezvoltarea microorganismelor infecțioase, cum ar fi bacteriile și ciupercile. A fost utilizat în vaccinuri și alte produse, precum preparatele de imunoglobulină și soluțiile oftalmice și nazale. Producătorii de vaccinuri au folosit conservanți pentru a preveni dezvoltarea microbiană în timpul procesului de fabricație sau atunci când vaccinurile erau ambalate ca produse „multidoză”, permițând astfel înțepături multiple ale aceluiași flacon și administrarea mai multor vaccinuri fără riscul contaminării. După ce Legea privind Modernizarea FDA din 1997 a impus o revizuire și o evaluare a riscurilor tuturor alimentelor și medicamentelor care conțin mercur, producătorii de vaccinuri au răspuns solicitărilor FDA din decembrie 1998 și aprilie 1999 de a furniza informații detaliate despre conținutul de tiomersal din preparatele lor.
O analiză a datelor a arătat că, deși programul de vaccinare pentru sugari nu depășea liniile directoare ale FDA, Agenției pentru Substanțe Toxice și Registrul Bolilor (ATSDR) sau ale Organizației Mondiale a Sănătății (OMS) privind expunerea la mercur, acesta ar fi putut depăși standardele Agenției pentru Protecția Mediului (EPA) în primele șase luni de viață, în funcție de formula vaccinului și de greutatea copilului. Revizuirea a evidențiat, de asemenea, dificultatea interpretării toxicității etilmercurului din tiomersal, deoarece orientările privind toxicitatea mercurului se bazau în principal pe studii privind metilmercurul, un compus diferit cu proprietăți toxicologice distincte. Au fost organizate mai multe reuniuni între oficiali guvernamentali și oameni de știință din diverse agenții pentru a discuta răspunsul adecvat la aceste dovezi. Părerile cu privire la urgența și importanța siguranței tiomersalului au variat. Unii toxicologi au sugerat că nu există dovezi clare că tiomersalul este dăunător, în timp ce alții, precum Neal Halsey, directorul Institutului pentru Siguranța Vaccinurilor de la Școala de Sănătate Publică Johns Hopkins, au susținut ferm eliminarea tiomersalului din vaccinuri din cauza posibilelor riscuri.
La încheierea analizei, FDA, împreună cu alți membri ai Serviciului de Sănătate Publică al SUA (USPHS), National Institutes of Health (NIH), CDC și Health Resources and Services Administration (HRSA), într-o declarație comună cu AAP din iulie 1999, au concluzionat că „nu există dovezi ale daunelor cauzate de dozele de timerosal găsite în vaccinuri, cu excepția reacțiilor locale de hipersensibilitate.”
În ciuda lipsei de dovezi convingătoare privind toxicitatea tiomersalului utilizat ca conservant în vaccinuri, USPHS și AAP au stabilit că tiomersalul ar trebui eliminat din vaccinuri ca măsură preventivă. Această acțiune s-a bazat pe principiul precauției, conform căruia nu există niciun risc în exercitarea unei măsuri de precauție, chiar dacă ulterior se dovedește a fi inutilă. CDC și AAP au motivat că, în ciuda lipsei dovezilor de efecte nocive semnificative asociate utilizării tiomersalului în vaccinuri, eliminarea acestui conservant ar spori încrederea publicului în siguranța vaccinurilor. Deși tiomersalul a fost eliminat în mare parte din vaccinurile de rutină pentru sugari până în vara anului 2001 în SUA, unele vaccinuri continuă să conțină cantități mici de tiomersal, în special cele multidoză destinate prevenirii gripei, bolii meningococice și tetanosului.
În 2004, Quackwatch a publicat un articol în care se afirma că terapia de chelare a fost promovată în mod fals ca fiind eficientă împotriva autismului și că practicienii au falsificat diagnosticele de otrăvire cu metale pentru a păcăli părinții să își supună copiii acestui proces. Începând cu 2008, între 2-8% dintre copiii cu autism au fost supuși acestei terapii.

### Motivul îngrijorării

Raportarea cazurilor de autism la 1.000 de copii a crescut dramatic în SUA între 1996 și 2007. Nu se cunoaște cât de mult, dacă este cazul, creșterea a provenit din schimbări în prevalența autismului.

Deși decizia de a elimina tiomersalul din vaccinuri a fost menită să sporească încrederea publicului, aceasta a determinat, în schimb, unii părinți să suspecteze tiomersalul ca fiind o cauză a autismului. Această îngrijorare cu privire la o legătură între vaccinuri și autism a apărut ca urmare a unei confluențe de factori. În primul rând, metilmercurul a fost, timp de decenii, subiectul unei preocupări extinse din partea mediului și a mass-mediei, după două episoade mediatizate de otrăviri în anii 1950 și 1960 în Golful Minamata, Japonia, din cauza deșeurilor industriale, și în anii 1970 în Irak, din cauza contaminării grâului cu fungicide. Aceste incidente au dus la noi cercetări privind siguranța metilmercurului și au culminat cu publicarea unor recomandări confuze de către agențiile de sănătate publică în anii 1990, care avertizau împotriva expunerii la metilmercur de către adulți și femei însărcinate, contribuind astfel la o conștientizare publică ridicată și continuă a toxicității mercurului. 
În al doilea rând, programul de vaccinare pentru sugari s-a extins în anii 1990 pentru a include mai multe vaccinuri, dintre care unele, cum ar fi vaccinul Hib, vaccinul DTaP și vaccinul împotriva hepatitei B, conțineau tiomersal. În al treilea rând, numărul de diagnostice de autism a crescut în acea perioadă, ceea ce a determinat părinții să caute explicații pentru creșterea aparentă a numărului de diagnostice, inclusiv luarea în considerare a posibilelor cauze de mediu. Creșterea dramatică a cazurilor raportate de autism în anii 1990 și la începutul anilor 2000 se poate atribui, în mare măsură, schimbărilor în practicile de diagnosticare, modului în care se face trimiterea, disponibilității serviciilor, vârstei la care se face diagnosticul și sensibilizării publicului, și nu se știe cu certitudine dacă prevalența reală a autismului a crescut în această perioadă. Cu toate acestea, unii părinți au crezut că există o „epidemie de autism” și au conectat acești factori pentru a concluziona că numărul sporit de vaccinuri, în special mercurul din tiomersal, ar fi cauza creșterii dramatice a incidenței autismului.
Susținătorii unei legături între tiomersal și autism s-au bazat pe dovezi indirecte din literatura științifică, inclusiv analogii cu efectele neurotoxice ale altor compuși ai mercurului, pe asocierile epidemiologice raportate între autism și utilizarea vaccinurilor, și pe extrapolările din experimente in vitro și studii pe animale. Studiile efectuate de Mark Geier și fiul său David Geier au fost cele mai frecvent citate de către părinții care susțin o legătură între tiomersal și autism. Aceste cercetări au fost supuse criticilor considerabile, fiind acuzate de probleme metodologice, cum ar fi lipsa transparenței în prezentarea metodelor și analizelor statistice pentru verificare, analiza incorectă a datelor din Vaccine Adverse Event Reporting System și confuzia sau etichetarea greșită a unor termeni statistici fundamentali, ceea ce a condus la rezultate neinterpretabile.

### Publicitatea îngrijorărilor
La câteva luni după recomandarea de eliminare a tiomersalului din vaccinuri, un articol speculativ a fost publicat în Medical Hypotheses, o revistă neexaminată de experți, de către părinți care au fondat grupul de susținere SafeMinds, promovând teoria conform căreia tiomersalul cauzează autismul. Controversa a început să câștige legitimitate în ochii publicului, obținând sprijin din ce în ce mai larg în cadrul anumitor grupuri din comunitatea de susținere a autismului, precum și în arena politică, unde reprezentantul american Dan Burton a susținut public această mișcare și a organizat o serie de audieri în Congres pe această temă.
O susținere suplimentară a asocierii dintre autism și tiomersal a apărut într-un articol scris de Robert F. Kennedy Jr. în revistele Rolling Stone și Salon.com, în care se acuza o conspirație guvernamentală la o reuniune a CDC pentru a ascunde pericolele tiomersalului, cu scopul de a proteja industria farmaceutică. De asemenea, David Kirby a publicat o carte, Evidence of Harm, care dramatiza viețile părinților copiilor cu autism. Ambii autori au apărut în interviuri media pentru a-și promova lucrările și pentru a susține controversa. Deși acuzațiile lui Kennedy au fost negate, iar o anchetă a Senatului SUA nu a găsit dovezi care să susțină acuzațiile, povestea fusese deja mediatizată datorită celebrității lui Kennedy. Revista Salon a modificat ulterior articolul lui Kennedy de cinci ori din cauza unor erori factuale și, în cele din urmă, l-a retras complet pe 16 ianuarie 2011, afirmând că dovezile privind deficiențele științifice care leagă autismul de vaccinuri au subminat valoarea articolului.
În această perioadă de publicitate mediatică intensificată, oficialii și instituțiile din domeniul sănătății publice au făcut prea puțin pentru a respinge îngrijorările și teoriile speculative prezentate. Atenția mediatică și polarizarea dezbaterii au fost alimentate de avocați specializați în prejudicii personale, care au publicat anunțuri pe pagini întregi în ziare importante și au oferit sprijin financiar martorilor experți care contestau consensul științific, conform căruia nu există dovezi convingătoare ale unei legături între tiomersal și autism. Paul Offit, un important cercetător și susținător al vaccinurilor, a declarat că mass-media are tendința de a prezenta un echilibru fals, oferind platformă ambelor părți ale unei probleme, chiar și atunci când doar una dintre ele este susținută de dovezi, astfel răspândind dezinformarea.
În ciuda consensului experților conform căruia nu există nicio legătură între tiomersal și autism, mulți părinți continuă să creadă că o astfel de legătură există. Acești părinți împărtășesc opinia că autismul nu este doar tratabil, ci și vindecabil prin intervenții „biomedicale” și sunt frustrați de lipsa de progrese din partea comunității științifice oficiale în găsirea unui tratament. Ei au sprijinit o comunitate alternativă de părinți, medici și oameni de știință care împărtășesc aceleași convingeri și contestă expertiza comunității științifice tradiționale. Părinții au fost influențați și de o rețea extinsă de organizații antivaccinare, cum ar fi Children's Health Defense, fondată de Robert F. Kennedy Jr., precum și de un număr mare de site-uri online antivaccinare care se prezintă ca surse alternative de dovezi, folosind afirmații pseudoștiințifice. Aceste site-uri apelează la emoții pentru a obține sprijin și prezintă controversa ca o dispută între părinți și o conspirație a medicilor și oamenilor de știință. Susținătorii unei legături între tiomersal și autism au fost sprijiniți de celebrități precum Jenny McCarthy, care a publicat o carte despre experiența sa cu fiul autist, și de emisiuni radiofonice precum Imus in the Morning a lui Don Imus. McCarthy a apărut și în emisiunea The Oprah Winfrey Show pentru a promova ipoteza conform căreia vaccinurile cauzează autismul. Această polemică a dus la amenințări la adresa CDC și a unor cercetători precum Offit, iar CDC a sporit măsurile de securitate ca răspuns la aceste amenințări.

## Evaluare științifică

### Motivație pentru punerea la îndoială a legăturii
Diverse dovezi subminează legătura propusă între tiomersal și autism. De exemplu, deși susținătorii acestei legături consideră autismul o formă de „otrăvire cu mercur”, simptomele tipice ale toxicității cu mercur sunt semnificativ diferite de simptomele observate în autism. Caracteristicile neuroanatomice și histopatologice ale creierului pacienților intoxicați cu mercur, atât cu metilmercur, cât și cu etilmercur, prezintă diferențe semnificative față de creierul persoanelor cu autism. Episoadele anterioare de toxicitate generalizată cu mercur într-o populație, cum ar fi cea din Golful Minamata, Japonia, ar fi trebuit să conducă la documentarea unei creșteri semnificative a cazurilor de autism sau a comportamentului asemănător autismului la copii, în cazul în care autismul ar fi fost cauzat de otrăvirea cu mercur. Cu toate acestea, cercetările privind mai multe episoade de intoxicație acută și cronică cu mercur nu au documentat o astfel de creștere a comportamentelor asemănătoare autismului. Deși unii părinți invocă o asociere între momentul apariției simptomelor autiste și momentul vaccinării ca dovadă a unei cauze de mediu, cum ar fi tiomersalul, această linie de raționament poate fi înșelătoare. Astfel de asocieri nu stabilesc o legătură de cauzalitate, deoarece apariția celor două evenimente poate fi doar o coincidență. De asemenea, tulburările genetice care nu au factori declanșatori de mediu, cum ar fi sindromul Rett și boala Huntington, au totuși vârste specifice la care încep să prezinte simptome, ceea ce sugerează că vârstele specifice de apariție a simptomelor nu necesită neapărat o cauză de mediu.
Deși îngrijorarea cu privire la o legătură între tiomersal și autism a fost inițial derivată din dovezi indirecte bazate pe efectele neurotoxice puternice cunoscute ale metilmercurului, studiile recente arată că aceste efecte au fost probabil supraestimate. Etilmercurul, cum ar fi cel din tiomersal, este eliminat mult mai rapid din organism după administrare decât metilmercurul, ceea ce sugerează că expunerea totală la mercur în timp este mult mai redusă în cazul etilmercurului. Metodele utilizate în prezent pentru estimarea depunerii de mercur în creier pot supraestima cantitățile depuse datorită etilmercurului, iar etilmercurul se descompune, de asemenea, mai rapid în creier decât metilmercurul, ceea ce indică un risc mai scăzut de leziuni cerebrale. Aceste constatări sugerează că ipotezele care au condus inițial la îngrijorarea cu privire la toxicitatea etilmercurului, bazate pe comparația directă cu metilmercurul, erau eronate.

### Studii asupra populației
Mai multe studii au fost efectuate pe baza datelor provenite de la populații mari de copii pentru a investiga relația dintre utilizarea vaccinurilor care conțin tiomersal și autism, precum și alte tulburări de neurodezvoltare. Aproape toate aceste studii nu au găsit nicio asociere între vaccinurile care conțin tiomersal (TCV) și autism, iar studiile efectuate după eliminarea tiomersalului din vaccinuri au arătat că ratele autismului continuă să crească. Singura cercetare epidemiologică care a găsit o presupusă legătură între TCV și autism a fost efectuată de Mark Geier, ale cărui cercetări au fost criticate și nu au fost acceptate de revizuiri independente.
În Europa, un studiu de cohortă efectuat pe 467.450 de copii danezi nu a găsit nicio asociere între TCV și autism sau tulburările din spectrul autismului (ASD), nici o relație doză-răspuns între tiomersal și ASD care să sugereze o expunere toxică. O analiză ecologică care a studiat 956 de copii danezi diagnosticați cu autism nu a arătat, de asemenea, nicio asociere între autism și tiomersal. Un studiu retrospectiv de cohortă efectuat pe 109.863 de copii din Regatul Unit nu a găsit nicio asociere între TCV și autism, dar a sugerat un posibil risc crescut pentru ticuri. Analiza acestui studiu a indicat, de asemenea, un posibil efect protector în ceea ce privește tulburările generale de dezvoltare, tulburarea cu deficit de atenție și întârzierea de dezvoltare nespecificată. Un alt studiu din Regatul Unit, bazat pe o cohortă prospectivă de 13.617 copii, a constatat, de asemenea, mai multe beneficii asociate decât riscuri ale expunerii la tiomersal în ceea ce privește tulburările de dezvoltare. Deoarece studiile din Danemarca și Regatul Unit au implicat doar vaccinuri difteric-tetanos-pertussis (DTP) sau diftero-tetanos (DT), acestea sunt mai puțin relevante pentru nivelurile mai ridicate de expunere la tiomersal care au avut loc în SUA.
În America de Nord, un studiu canadian efectuat pe 27.749 de copii din Quebec a arătat că tiomersalul nu are legătură cu tendința de creștere a tulburărilor pervazive de dezvoltare (PDD). De fapt, studiul a observat că ratele PDD au fost mai mari în cohortele de naștere fără tiomersal în comparație cu cele cu niveluri medii sau ridicate de expunere. Un studiu efectuat în SUA, care a analizat datele de la 78.829 de copii înscriși în HMO-uri, preluate din Vaccine Safety Datalink (VSD), nu a arătat nicio asociere consecventă între TCV și rezultatele neurodezvoltării, observând rezultate variate în funcție de datele din diferite HMO-uri. Un studiu efectuat în California a constatat că eliminarea tiomersalului din vaccinuri nu a redus ratele de autism, sugerând că tiomersalul nu ar putea fi cauza principală a autismului. Un studiu efectuat pe copii din Danemarca, Suedia și California a susținut, de asemenea, că TCV nu sunt asociate cauzal cu autismul.
În 2001, Centrele pentru Prevenirea și Controlul Bolilor și Institutele Naționale de Sănătate au solicitat Institutului de Medicină al Academiei Naționale de Științe din SUA (NAS)  să înființeze un comitet independent de experți pentru a analiza ipotezele privind problemele existente și emergente legate de siguranța imunizării. Raportul inițial a constatat că, pe baza dovezilor indirecte și incomplete disponibile la momentul respectiv, nu existau dovezi adecvate pentru a accepta sau respinge o legătură între tiomersal și autism, deși aceasta era plauzibilă din punct de vedere biologic.
De la publicarea acestui raport, mai multe analize independente au examinatoate ansamblul de cercetări publicate pentru a stabili o posibilă legătură între tiomersal și autism, evaluând mecanismele teoretice ale efectelor nocive ale tiomersalului și analizând studiile in vitro, pe animale și pe populații care au fost publicate. Aceste analize au stabilit că nu există dovezi care să confirme tiomersalul ca fiind cauza autismului sau a altor tulburări de neurodezvoltare.

Consensul științific pe această temă este reflectat într-un raport de monitorizare, publicat ulterior în 2004 de către Institutul de Medicină, care a luat în considerare noile date publicate după raportul din 2001. Comitetul a observat, ca răspuns la cei care invocă modele in vitro sau animale ca dovezi ale legăturii dintre autism și tiomersal:
Cu toate că experimentele care arată efectele tiomersalului asupra căilor biochimice în sistemele de cultură celulară și care evidențiază anomalii ale sistemului imunitar sau ale metabolismului metalelor la persoanele cu autism sunt provocatoare, comunitatea de cercetare în domeniul autismului ar trebui să ia în considerare compoziția adecvată a portofoliului de cercetare în acest domeniu, ținând cont de unele dintre aceste noi descoperiri. Cu toate acestea, aceste experimente nu oferă dovezi ale unei relații între vaccinuri sau tiomersal și autism. În absența dovezilor experimentale sau umane că vaccinarea (fie vaccinul ROR, fie tiomersalul ca conservant) afectează mecanismele metabolice, de dezvoltare, imunitare sau alte mecanisme fiziologice sau moleculare legate cauzal de dezvoltarea autismului, comitetul concluzionează că ipotezele generate până în prezent sunt doar teoretice.
Comitetul concluzionează:
Astfel, pe baza acestui ansamblu de dovezi, concluzionăm că dovezile susțin respingerea unei relații de cauzalitate între vaccinurile care conțin tiomersal și autism. [bold în original]
Alte dovezi ale consensului științific includ respingerea unei legături de cauzalitate între tiomersal și autism de către mai multe organisme științifice și medicale naționale și internaționale, inclusiv Asociația Medicală Americană, Academia Americană de Pediatrie, Colegiul American de Toxicologie Medicală, Societatea Canadiană de Pediatrie, U.S. National Academy of Sciences, Food and Drug Administration, Centrele pentru Prevenirea și Controlul Bolilor, Organizația Mondială a Sănătății, Public Health Agency of Canada, și Agenția Europeană pentru Medicamente.
Un articol dintr-un jurnal publicat în 2011 reflectă acest punct de vedere, descriind legătura vaccin-autism ca fiind „cea mai dăunătoare farsă medicală din ultimii 100 de ani.”

## Consecințe
Sugestia că tiomersalul ar contribui la autism și la alte tulburări de neurodezvoltare a avut o serie de efecte semnificative. Oficialii din domeniul sănătății publice consideră că temerile generate de susținătorii unei legături între tiomersal și autism au determinat unii părinți să evite vaccinarea sau să adopte programe de vaccinare „inventate”, expunând astfel copiii la un risc crescut de boli prevenibile, cum ar fi rujeola și tusea convulsivă. Susținătorii acestei legături au contribuit, de asemenea, la adoptarea unor legi în șase state (California, Delaware, Illinois, Missouri, New York și Washington) între 2004 și 2006, care limitează utilizarea tiomersalului la femeile însărcinate și copii, deși încercările ulterioare din 2009 în alte douăsprezece state nu au avut succes. Aceste legi pot fi suspendate temporar; totuși, susținătorii vaccinurilor contestă utilitatea lor, având în vedere lipsa dovezilor privind pericolul tiomersalului din vaccinuri. Ei sunt, de asemenea, îngrijorați de faptul că adoptarea acestor legi contribuie la alimentarea unei reacții negative împotriva vaccinării și la îndoieli nejustificate cu privire la siguranța vaccinurilor.
În timpul perioadei de eliminare a tiomersalului, CDC și Academia Americană de Pediatrie (AAP) au recomandat medicilor să amâne administrarea vaccinului împotriva hepatitei B la naștere pentru copiii care nu prezentau risc de infecție. Această decizie, deși respecta principiul precauției, a provocat confuzie, controverse și unele daune. Aproximativ 10% dintre spitale au suspendat administrarea vaccinului împotriva hepatitei B pentru toți nou-născuții, iar un copil născut dintr-o mamă infectată cu virusul hepatitei B în Michigan a murit din cauza acestei boli. De asemenea, un studiu a constatat că numărul spitalelor care nu au vaccinat în mod corespunzător copiii mamelor seropozitive la hepatita B a crescut de peste șase ori. Acest rezultat este îngrijorător, având în vedere probabilitatea ridicată ca sugarii care dobândesc infecția cu hepatita B la naștere să dezvolte o infecție cronică și, eventual, cancer hepatic.
Noțiunea că tiomersalul cauzează autism i-a determinat pe unii părinți să își supună copiii unor terapii costisitoare și potențial periculoase, cum ar fi terapia de chelare, utilizată de obicei pentru tratarea intoxicațiilor cu metale grele, din cauza temerilor că autismul este o formă de „otrăvire cu mercur”. Până la 2% până la 8% dintre copiii autiști din SUA, ceea ce înseamnă câteva mii de copii anual, primesc tratamente de chelare a mercurului. Deși criticii utilizării terapiei de chelare pentru autism subliniază lipsa oricăror dovezi care să susțină eficiența acesteia, sute de medici continuă să prescrie aceste tratamente, în ciuda riscurilor de efecte secundare, inclusiv deficiențe nutriționale și afectarea ficatului și a rinichilor. Popularitatea acestei terapii a generat un „imperativ de sănătate publică”, determinând Institutul Național de Sănătate Mintală din SUA (NIMH) să comande un studiu asupra chelării în autism, utilizând DMSA, un agent de chelare folosit pentru tratarea intoxicațiilor cu plumb. În ciuda îngrijorărilor criticilor, care au susținut că nu există nicio șansă ca studiul să arate rezultate pozitive și că este puțin probabil să convingă părinții să renunțe la această terapie, studiul a fost, în cele din urmă, oprit din motive etice. Un nou studiu efectuat pe animale a evidențiat posibile probleme cognitive și emoționale asociate cu DMSA. În 2005, un băiat autist de 5 ani a murit din cauza unui stop cardiac imediat după ce a primit tratament de chelare cu EDTA.
Această teorie a deturnat, de asemenea, atenția și resursele de la eforturile de a identifica adevăratele cauze ale autismului. În raportul său din 2004, comitetul Institutului de Medicină a recomandat că, deși sprijină „cercetarea direcționată către o mai bună înțelegere a autismului”, din perspectiva sănătății publice, comitetul nu consideră utilă o investiție semnificativă în studii care să investigheze legătura teoretică dintre vaccinuri și autism. Alison Singer, fost director executiv al Autism Speaks, a demisionat din acest grup în 2009 în urma unei dispute privind finanțarea unor noi cercetări despre legătura dintre vaccinuri și autism, afirmând: „Nu există un pot nelimitat de bani, iar fiecare dolar cheltuit pentru a căuta răspunsuri acolo unde știm că nu există înseamnă un dolar mai puțin pentru a investi în locurile unde am putea găsi soluții reale.”

## Cauze în instanță
Din 1988 până în august 2010, au fost depuse 5.632 de cereri referitoare la autism la Biroul de Magistrați Speciali al Curții Federale a Statelor Unite pentru Cereri de Despăgubire (cunoscut sub denumirea de „Vaccine Court”), care supraveghează cererile de despăgubire pentru vătămări cauzate de vaccinuri. Dintre acestea, un singur caz a primit despăgubiri, 738 de cazuri au fost respinse fără a se acorda despăgubiri, iar restul cazurilor sunt în curs de soluționare. În singurul caz care a primit despăgubiri, guvernul SUA a fost de acord să plătească pentru prejudiciul suferit de un copil cu o tulburare mitocondrială preexistentă, care a dezvoltat simptome asemănătoare autismului după mai multe vaccinări, dintre care unele includeau tiomersal. Invocând incapacitatea de a exclude un rol al acestor vaccinuri în exacerbarea tulburării mitocondriale subiacente ca justificare a plății, oficialii CDC au avertizat împotriva generalizării acestui caz la toate cazurile de vaccinuri legate de autism, deoarece majoritatea pacienților cu autism nu au o tulburare mitocondrială. În februarie 2009, instanța s-a pronunțat asupra a trei cazuri legate de autism, fiecare explorând diferite mecanisme care, potrivit reclamanților, ar fi legat vaccinurile care conțin tiomersal de autism. Trei judecători au constatat în mod independent că nu există dovezi că vaccinurile au cauzat autismul și au refuzat despăgubirea reclamanților. Având în vedere că aceleași mecanisme au stat la baza marii majorități a cazurilor rămase de vătămare cauzată de vaccinuri legate de autism, șansele de despăgubire în oricare dintre aceste cazuri au scăzut semnificativ. În martie 2010, instanța s-a pronunțat asupra altor trei cazuri de testare, stabilind că vaccinurile care conțin tiomersal nu provoacă autism.